# 동형이의어
동형이의어(同形異義語, 영어: Homograph) 또는 동형어(同形語)는 형태나 표기(철자 등)가 같지만 의미가 다른 단어를 가리킨다. 정의에 따라 발음이 다르거나 어원이 달라야 한다(옥스포드 영어사전의 정의)는 조건이 붙기도 한다. 철자가 같은 경우에 초점을 맞추어 동철이의어(同綴異義語)라고도 한다.

## 같이 보기
- 동음이의어
- 동형동음이의어
- 동의어
- IDN 호모그래프 공격
- 거짓짝